# France Winddance Twine
France Winddance Twine (23 de outubro de 1960) é uma socióloga negra e nativa americana, etnóloga, artista visual e documentarista. A pesquisa de Twine contribuiu significativamente para áreas interdisciplinares em estudos de gênero e sexualidade, racismo/anti-racismo, feminismo, ciência e tecnologia, cultura britânica e métodos de pesquisa qualitativa.
Ela realizou pesquisas de campo no Brasil, Reino Unido e Estados Unidos sobre raça, racismo e antirracismo, tendo publicado 11 livros e mais de 80 artigos, ensaios de revisão e livros sobre esses temas. Em 2020, ela foi premiada com o Distinguished Career Award pela seção Race, Class, and Gender da American Sociological Association por suas contribuições intelectuais, inovadoras e criativas para a sociologia.
Twine foi a primeira pessoa da sociologia a publicar uma etnografia sobre o racismo cotidiano no Brasil rural após o fim da ditadura militar durante a "abertura" (retorno ao regime democrático).

## Vida pregressa
Natural de Chicago, ela é neta de Paul Twine, ativista dos direitos civis e membro fundador do Conselho Inter-racial Católico de Chicago, uma organização de direitos civis que reuniu católicos irlandeses, italianos, alemães, poloneses e negros para lutar pela justiça racial.

## Educação
Twine é graduada pela Northwestern University e obteve seu mestrado e doutorado. na Universidade da Califórnia, Berkeley. Ela foi pesquisadora na turma de 2008-2009 no Centro de Estudos Avançados em Ciências do Comportamento da Universidade de Stanford. Em 2007, ela foi uma ilustre professora visitante no departamento de sociologia da London School of Economics. Ela ensinou e ocupou cargos de professor titular na Duke University e na University of Washington em Seattle. Twine é um membro registrado da Nação Muscogee (Creek) de Oklahoma.
Ela é a ex-editora-adjunta da American Sociological Review, a principal revista da American Sociological Association. Ela atualmente atua como membro dos conselhos editoriais internacionais de Sociologia, o jornal oficial da British Sociological Association e dos periódicos Social Problems and Identities: Global Studies in Culture and Power.  Ela também atuou no conselho editorial da Ethnic and Racial Studies, a revista de maior impacto com revisão por pares dedicada ao estudo das desigualdades raciais e étnicas na disciplina de Sociologia.
A pesquisa de Twine examina as interseções das desigualdades raciais, de gênero e de classe em ambos os lados do Atlântico. Suas publicações recentes incluem Outsourcing the Womb: Race, Class and Gestational Surrogacy in a Global Market (2015), Geographies of Privilege (2013) e Girls With Guns: Firearms, Feminism and Militarism (2012). Ela é a editora da série Routledge, Framing 21st Century Social Issues.

## Carreira
Twine é um etnógrafo e teórico racial feminista que tem mais de 90 publicações, incluindo 10 livros. Ela realizou pesquisas de campo no Brasil, Grã- Bretanha e Estados Unidos . Sua pesquisa foi apoiada pela Fundação Rockefeller e pela Fundação Andrew Mellon . Seus livros recentes incluem Outsourcing the Womb ( Routledge, 2015), Geographies of Privilege Edited by France Winddance Twine, Bradley Gardener ( Routledge, 2013), Girls with Guns: Firearms, Feminism and Militarism ( Routledge, 2012), A White Side of Black Britain: Interracial Intimacy and Racial Literacy ( Duke University Press, 2010) e Racism in a Racial Democracy: the maintenance of white supremacy in Brazil ( Rutgers University Press, 1997) e editor de cinco volumes, incluindo Retheorizing Race and Whiteness in the 21st Century: Changes and Challenges (Routledge, 2011) e Feminism and Anti-Racism: international fights for justice ( New York University Press, 2000).
Seus artigos, resenhas de filmes e resenhas de livros foram publicados em inglês e português do Brasil em periódicos internacionais: the Du Bois Review: Social Science Research on Race, Ethnic and Racial Studies, Studies Afroasiaticos, Feminist Studies, Meridians: feminism, race, and transnationalism, Signos: Revista de Mulheres na Cultura e Sociedade, Identidades Sociais, Raça e Classe e Gênero e Sociedade. A pesquisa atual de Twine se concentra na desigualdade no Vale do Silício e na barriga de aluguel gestacional transnacional. Uma de suas contribuições teóricas mais importantes é o conceito de alfabetização racial que foi publicado pela primeira vez em um artigo de jornal de 2004 e desenvolvido em seu livro A White Side of Black Britain.
Twine foi bolsista residente no Beatrice Bain Research Group (2014–2015).

## Cargos e honras acadêmicas
- 2020 Distinguished Career Award da American Sociological Association

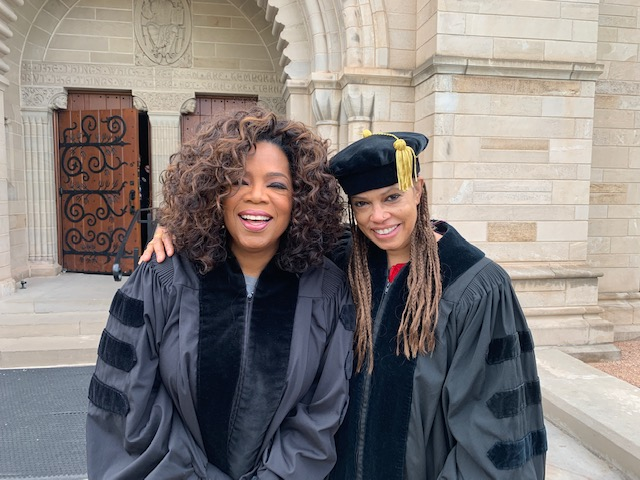
Twine recebendo um diploma honorário ao lado de Oprah Winfrey em 2019

- Twine recebendo um diploma honorário ao lado de Oprah Winfrey em 2019 2019 Doutorado em Letras Humanas honoris causa do Colorado College
- 2014-2015 Scholar in Residence no Beatrice Bain Research Group na Universidade da Califórnia, Berkeley
- 2008-2009 Fellow no Centro de Estudos Avançados em Ciências do Comportamento da Universidade de Stanford
- 2007 Professor Visitante, The Gender Institute and Department of Sociology, London School of Economics and Political Science
- 2002-presente Professor de Sociologia, Universidade da Califórnia, Santa Bárbara
- 2003-05 Professor de Sociologia, Duke University (de licença da University of California, Santa Barbara )
- 2001 Rockefeller Foundation Bellagio Center Fellowship
- 1997-2002 Assistente do Professor Titular de Sociologia, Universidade da Califórnia, Santa Bárbara
- 1998-2000 Professor Associado de Estudos Internacionais e Estudos da Mulher, Escola de Estudos Internacionais Henry M. Jackson, Universidade de Washington em Seattle
- 1997-1998 Professor Assistente de Sociologia, Universidade da Califórnia, Santa Bárbara
- 1994-97 Professora Assistente de Estudos da Mulher, Universidade de Washington em Seattle

## Publicações selecionadas

### Livros
- Geek Girls: Desigualdade e Oportunidade no Vale do Silício . (2022) Imprensa da NYU .ISBN 1479803839
- Terceirização do útero: raça, classe e barriga de aluguel gestacional em um mercado global . Segunda edição, (2015) Routledge .ISBN 978-0415892025ISBN 978-0415892025
- Geografias de Privilégio, (2013) Editado por France Winddance Twine, Bradley Gardener Routledge .ISBN 978-0415519625ISBN 978-0415519625
- Meninas com Armas: Armas de Fogo, Feminismo e Militarismo, (2012) Routledge . [[Routledge|ISBN 978-0415516730 ]]
- Reteorizando Raça e Brancura no Século XXI: Mudanças e Desafios (2011) Routledge, co-editado com Charles A. Gallagher [[Routledge|ISBN 978-0415519625 ]]
- Terceirização do útero: raça, classe e barriga de aluguel gestacional em um mercado global, (2011) Routledge . [[Routledge|ISBN 978-0415849326 ]]
- Um Lado Branco da Grã-Bretanha Negra: Intimidade Inter-racial e Alfabetização Racial, (2010) Duke University Press .[13]
- Feminism and Anti-Racism: International Struggles for Justice, (2001), New York University Press, co-editado com Kathleen Blee . [[Routledge|ISBN 978-0814798553 ]]
- Ideologias e Tecnologias da Maternidade: Raça, Classe, Sexualidade e Nacionalismo, (2000), Routledge, co-editado com Helena Ragone. [[Routledge|ISBN 978-0415921107 ]]
- Racing Research/Researching Race: Methodological Dilemmas in Critical Race Studies, (2000), New York University Press, co-editado com Jonathan Warren. [[Routledge|ISBN 978-0814782422 ]]
- Feminismos e Culturas Juvenis, uma edição especial de Signos: Revista de Mulheres na Cultura e na Sociedade, Vol. 23, não. 3, (Primavera, 1998), University of Chicago Press, co-editado com Kum Kum Bhavani e Kathryn Kent.
- Racismo em uma Democracia Racial: A Manutenção da Supremacia Branca no Brasil, (1997) Rutgers University Press . [[Routledge|ISBN 978-0813523651 ]]

### Artigos de jornal
- Mulheres invisíveis da tecnologia: garotas nerds negras no Vale do Silício e o fracasso das iniciativas de diversidade International Journal of Critical Diversity Studies, Vol. 1 Nº 1 (2018): 58–79.
- Gender-Fluid Geek Girls: Negociando Regimes de Desigualdade na Indústria de Tecnologia, Gender & Society, Vol. 31, Edição 1: 28-50 (2017)
- Migrações brancas: mulheres suecas, vulnerabilidades de gênero e privilégios raciais, in European Journal of Women's Studies vol.18, no.1 (2011): 67–86. Em coautoria com Catrin Lundstrom.
- A lacuna entre brancos e branquitude: intimidade inter-racial e alfabetização racial, em Du Bois Review, vol.3, no.2 (2006): 341-363. Co-autoria com Amy Steinbugler.
- Etnografia Visual e Teoria Racial: fotografias de família como arquivos de intimidades inter-raciais, em Estudos Étnicos e Raciais (um número especial sobre etnografia) vol. 29, não. 3 (maio de 2006): 487-511.
- A White Side of Black Britain: The Concept of Racial Literacy, in Ethnic and Racial Studies, (uma edição especial sobre hierarquia racial) vol. 27, não. 6 (novembro de 2004): 1-30.
- Americanos brancos, a nova minoria?: Não-negros e os limites sempre em expansão da branquitude, Journal of Black Studies, vol. 28, não. 2: 200-218. Co-autoria com Jonathan Warren
- Meninas brancas de pele parda: classe, cultura e construção da identidade branca em comunidades suburbanas, em Gênero, lugar e cultura: A Journal of Feminist Geography, vol. 3, não. 2 (julho de 1996): 204-224.
- O hiato de genero nas percepcoes de racismo: o caso dos afro-brasileiros socialments ascendentes, in Studies Afro-Asiaticos, vol. 29 (março de 1996) 37–54.

### Produções cinematográficas
- Just Black?: Multiracial Identity in the US, (1990), com J. Warren e F. Ferrandiz, Nova York, Filmmakers Library.[14]